# مریم حسن‌زاده
مریم حسن زاده (زاده ۱۵ اسفند ۱۳۶۱) در اسلامشهر، مربی فوتبال و بازیکن پیشین اهل ایران است که هم اکنون سرمربی  باشگاه فوتبال زنان استقلال تهران در لیگ دسته اول فوتبال زنان ایران است. همچنین این مربی فوتبال زنان در گذشته هدایت تیم ملی فوتبال زنان ایران و تیم های دیگر در رده های مختلف لیگ فوتبال زنان ایران از جمله تیم فوتبال زنان مهرعظام اسلامشهر در فصل ۰۱_۱۴۰۰ را در کارنامه دارد.

## زندگی شخصی
مریم حسن زاده  زادهٔ ۱۵ اسفند ۱۳۶۱ در اسلامشهر است. او همواره در فوتبال و فوتسال زنان ایران کار کرده است.او همچنین دارای مدرک A آسیا نیز است و در تیم های مختلف فوتبال زنان ایران در رده های مختلف کشوری فعالیت کرده و در مقطعی سرمربی تیم ملی فوتبال زنان ایران نیز بوده است و هم اکنون سرمربی باشگاه فوتبال زنان استقلال تهران در لیگ دسته اول فوتبال زنان ایران است و اطلاعات بیشتری از زندگی شخصی این مربی فوتبال در دسترس نیست.

## دستاوردها و افتخارها

### سرمربی
- تیم ملی فوتبال زنان ایران

- مهرعظام اسلامشهر[۲] فصل ۰۱_۱۴۰۰

- لیگ برتر فوتبال زنان ایران

- استقلال

- حضور در لیگ دسته دوم فوتبال زنان ایران: ۱ قهرمانی[۳]
- صعود به لیگ دسته اول فوتبال زنان ایران[۴]

- کشف بازیکنان شاخص در فوتبال زنان ایران از جمله زهرا قنبری بازیکن کنونی تیم ملی فوتبال زنان ایران و باشگاه خاتون بم در لیگ برتر بانوان ایران[۵]